# Imo.im
Imo.im е клиентска програма за интернет телефония и незабавни съобщения.
При регистрация е необходимо да се регистрира собствен вътрешен акаунт в imo.im.
За обмен на съобщения с помощта на imo.im не се изискват допълнителни програми, достатъчен е браузър. Всички съобщения се съхраняват на сървъра, което позволява услугата да се използва в което и да е място в света, от всеки компютър.
Сред допълнителните възможности са VoIP разговори, както и възможност за потребителски уебприложения при онлайн общуване.
Сайтът използва технологиите HTML5, Adobe Flash и библиотеката libpurple с открит изходен код, създадена от разработчици на програмата Pidgin. Для осигуряване на безопасност всички свързвания на клиенти със сървъра през браузър се правят чрез шифриран протокол https.